# HCB Ticino Rockets
HCB Ticino Rockets (celým názvem: Hockey Club Biasca Ticino Rockets) je švýcarský klub ledního hokeje, který sídlí v obci Biasca v kantonu Ticino. Jedná se o farmářský klub HC Lugana a HC Ambrì-Piotta. Založen byl v roce 1987 pod názvem HC Iragna. V roce 2007 došlo k přesunu z obce Iragna do Biascy. Svůj poslední název nese od roku 2016. Od sezóny 2017/18 působí v Swiss League, druhé švýcarské nejvyšší soutěži ledního hokeje. Klubové barvy jsou červená, modrá a bílá.
Své domácí zápasy odehrává v hale Pista di ghiaccio s kapacitou 3 800 diváků.

## Historické názvy
Zdroj:
- 1987 – HC Iragna (Hockey Club Iragna)
- 2005 – HC Iragna 3 Valli (Hockey Club Iragna 3 Valli)
- 2007 – HC Biasca 3 Valli (Hockey Club Biasca 3 Valli)
- 2016 – HCB Ticino Rockets (Hockey Club Biasca Ticino Rockets)

## Přehled ligové účasti
Zdroj:
- 2005–2013: 2. Liga (4. ligová úroveň ve Švýcarsku)
- 2013–2016: 1. Liga (3. ligová úroveň ve Švýcarsku)
- 2016–2017: National League B (2. ligová úroveň ve Švýcarsku)
- 2017– : Swiss League (2. ligová úroveň ve Švýcarsku)